# Proyecto Ara
Proyecto Ara era el nombre en clave de una iniciativa de Google que tenía como objetivo desarrollar una plataforma de hardware libre para la creación de los teléfonos inteligentes modulares. La plataforma incluía un marco estructural con módulos de teléfonos inteligentes a elección del propietario, tales como una pantalla, un teclado o una batería adicional. Esto permitiría a los usuarios cambiar módulos que no funcionen o actualizar módulos individuales a medida que las innovaciones vayan surgiendo, proporcionando ciclos de vida mucho más largos y reduciendo la contaminación producida por basura electrónica. El primer modelo del teléfono modular estaba programado para ser lanzado en enero de 2015 y se esperaba que costara alrededor de 50 dólares.
El proyecto fue dirigido originalmente por el equipo de Tecnologías Avanzadas y proyectos dentro de Motorola Mobility, mientras era una subsidiaria de Google. Aunque Google vendió Motorola a Lenovo, está retuvo el equipo del proyecto que trabajaba bajo la dirección de la división Android.
El proyecto fue cancelado en septiembre de 2016.

## Metas del Proyecto
Google dice que el teléfono está diseñado para ser usado por "6 mil millones de personas" Google pretende vender el kit inicial en US$50 e incluirá un marco, pantalla, batería, una unidad central de procesamiento de bajo costo y Wi-Fi.
Google quiere bajar la barrera para entrar a la industria de desarrollo de hardware para teléfonos y que haya millones de desarrolladores en lugar de unas pocas grandes compañías produciendo.

## Estructura y características
| Frame       | Size              | Rear module slots |
| ----------- | ----------------- | ----------------- |
| mini jordan | 45 x 118 x 9.7 mm | 2 x 5             |
| Medium      | 68 x 141 x 9.7 mm | 3 x 6             |
| Large       | 91 x 164 x 9.7 mm | 4 x 7             |

Los teléfonos Ara están construidos con módulos insertados en marcos endoesqueléticos de metal conocidos como "endos". El marco será el único componente en un teléfono Ara hecha por Google Actúa como el interruptor a la red en el dispositivo que une todos los módulos entre sí. Habrá dos tamaños de marco disponibles en un primer momento: "mini", un marco del tamaño aproximado de un Nokia 3310 y "medio", del tamaño de un LG Nexus 5. En el futuro, un marco de "grande" como el tamaño de un Samsung Galaxy Note 3 estará disponible. Los marcos tienen ranuras en el frente para la pantalla y otros módulos. En la parte posterior son ranuras adicionales para módulos. Se esperaba que cada marco costase alrededor de US $15.
Los módulos podrían proporcionar características de un teléfono inteligente común, tales como cámaras y altavoces, pero también proporcionar funciones más especializadas, tales como dispositivos médicos, impresoras de recibos, punteros láser, [proyector de mano [| proyectores pico]], [visión [nocturna]] sensores, o botones de dispositivo de juego. Cada ranura en el marco aceptará cualquier módulo del tamaño correcto. Las ranuras frontales son de diferentes alturas y ocupan toda la anchura del marco. las ranuras traseras vienen en medidas estándar de 1x1, 1x2 y 2x2. Los módulos pueden ser añadidos sin apagar el teléfono. El marco también incluye una pequeña batería de reserva para que la batería principal se pueda intercambiar. Los módulos se aseguran con imán electropermanentes. Las cajas de los módulos son-3D impresa, por lo que los clientes pueden diseñar sus propios módulos individuales y reemplazarlos cuando lo deseen.
Módulos estarán disponibles tanto en una tienda oficial de Google y en las tiendas de terceros. Teléfonos Ara solo aceptará módulos oficiales de forma predeterminada, pero los usuarios pueden cambiar la configuración de software para permitir los módulos no oficiales. Esto es similar a cómo Android se encarga de las instalaciones de aplicaciones.

## Equipo
El Proyecto Ara fue desarrollado y estaba dirigida por Paul Eremenko. Regina Dugan se encargaba del proyecto, ella dirigía Tecnología y Proyectos (ATAP) una organización avanzada de Google. Tanto Eremenko y Dugan trabajaron previamente en DARPA.

## Historia

### Desarrollo
Antes de la adquisición de Motorola Mobility en 2011, Google había adquirido algunas patentes relacionadas con los teléfonos móviles modulares de Modu. La exploración inicial de este concepto se inició en 2012 y comenzó a trabajar en 1 de abril de 2013. El diseñador holandés Dave Hakkens anunció el Phonebloks concepto de teléfono modular de forma independiente en septiembre de 2013 Motorola anunció públicamente Proyecto Ara el 29 de octubre de 2013 y dijo que va a trabajar en colaboración con Phonebloks. Motorola fue en un viaje por carretera de 5 meses en los Estados Unidos en el 2013 llamado "MAKEwithMOTO" para evaluar el interés de los consumidores en los teléfonos personalizados. Interesados desarrolladores, probadores, o los usuarios pueden inscribirse para ser Ara Scouts.
La primera versión del kit de los desarrolladores se basa en un prototipo de aplicación de la red en el dispositivo utilizando el AraMIPI UniPro protocolo implementado en la FPGA y corriendo a través de una LVDS capa física con módulos de conexión a través de clavijas retráctiles. Las versiones posteriores pronto se construirán alrededor de una implementación ASIC de mucho mayor rendimiento y más eficaz de Unipro, corriendo sobre una capacitiva M-PHY physical layer.
Un prototipo cercano de trabajo de un teléfono Ara fue presentado en Google I / O de 2014; Sin embargo, el dispositivo se congeló en la pantalla de arranque y fallo en iniciar.

### Eventos planeados
Google planea una serie de tres conferencias de desarrolladores a lo largo de 2014. más de 3300 desarrolladores se han inscrito para la primera conferencia programada para el 15-16 de abril en la que Google planea lanzar los kits de desarrolladores. Lanzamiento comercial estaba previsto para el Q1 2015.hoy el proyecto fue cancelado.

## Recepción
La recepción inicial con el concepto Phonebloks modulares anterior se mezcló, citando posible inviabilidad, la falta de un prototipo de trabajo, así como otros problemas de producción y desarrollo. Algunas cuestiones de producción y desarrollo fueron abordados después del anuncio del Proyecto Ara de Motorola como el concepto tenía ahora OEM de respaldo, pero otras cuestiones se suscitaron en el concepto modular.
Problemas potenciales con el concepto modular incluyen un compromiso entre la eficiencia volumétrica y modularidad, como la interfaz de marco que sostiene el dispositivo sería aumentar el tamaño general y el peso. Eremenko dice modularidad añadiría tamaño inferior a 25%, el poder, y el peso de los componentes, y cree que es un compromiso aceptable para la mayor flexibilidad. Otras cuestiones incluyen la aprobación regulatoria; la  FCC pruebas de configuraciones individuales para su aprobación, las configuraciones no modulares. Google said the FCC "has been encouraging so far".